# Gracetown (Band)
Gracetown ist eine christliche Popband. Sie wurde 2009 gegründet, als sich zehn Musiker aus Stuttgart und Heidelberg für das Event JesusHouse formierten, um die Veranstaltungsreihe musikalisch zu begleiten. Gemeinsam haben sie bisher drei Alben veröffentlicht. Die Band besteht aus zwei Schlagzeugern, einem Keyboarder, zwei Gitarristen, einem Bassisten und vier Sängern. In ihren Texten greifen Gracetown vor allem gesellschaftliche Themen wie globale Ungerechtigkeit, Beziehungsarmut und Vergebung auf.

## Bandgeschichte
Die meisten der Bandmitglieder formierten sich bereits 2007 bei JesusHouse in Hamburg, damals als „JesusHouseBand“. In ähnlicher Besetzung waren sie 2008 für die Musik auf der Hauptbühne beim Christival in Bremen verantwortlich. 
Anfang 2009 stießen neue Musiker hinzu und formierten sich zu Gracetown. Nach ihrem ersten Album Du bleibst aus dem Januar 2010 erschien ein Andachtsbuch mit demselben Namen. Gracetown war darüber hinaus musikalisch für die JesusHouse-Veranstaltungen 2010 und 2011 verantwortlich und arbeitete auch konzeptionell und inhaltlich bei der Vorbereitung und Durchführung mit. 
Im Herbst 2010 erschien das zweite Studioalbum Das ist unsere Zeit sowie das Gracetown-Songbook, das alle Songs der ersten beiden Alben sowie weitere Stücke aus der Zeit als JesusHouseBand enthält.
Im Herbst 2011 fanden die Aufnahmen für das dritte Album statt, das im Februar 2012 erschien. Es trägt den Titel Stand der Dinge.

## Preise
2011 erhielt die Band für ihr Album Du bleibst den David Award für das Beste Album 2010.

## Diskografie
- 2010: Du bleibst (SCM Hänssler)
- 2010: Das ist unsere Zeit (SCM Hänssler)
- 2012: Stand der Dinge (SCM Hänssler)

## Weitere Veröffentlichungen
- 2010: Andachtsbuch Du bleibst (SCM Hänssler)
- 2010: Gracetown-Songbook (SCM Hänssler)